# Japão nos Jogos Olímpicos de Verão de 2004
Japão competiu nos Jogos Olímpicos de Verão de 2004, em Atenas, na Grécia.

## Medalhas
| Atleta           | Esporte       | Evento               | Medalha |
| ---------------- | ------------- | -------------------- | ------- |
| Hiroshi Yamamoto | Tiro com arco | Individual masculino | Prata   |

## Desempenho

### Natação
Masculino
| Atleta(s)       | Evento       | Eliminatórias | Eliminatórias | Semifinal | Semifinal | Final       | Final       |
| Atleta(s)       | Evento       | Tempo         | Posição       | Tempo     | Posição   | Tempo       | Posição     |
| --------------- | ------------ | ------------- | ------------- | --------- | --------- | ----------- | ----------- |
| Takeshi Matsuda | 1500 m livre | 15min16s42    | 13º           |           |           | Não avançou | Não avançou |

### Tiro com arco
| Atleta            | Evento               | Classificação | Classificação | Fase de 64                 | Fase de 32                     | Oitavas de final           | Quartas de final       | Semifinais                        | Final                      | Final            |
| Atleta            | Evento               | Escore        | Pos.          | Adversário e resultado     | Adversário e resultado         | Adversário e resultado     | Adversário e resultado | Adversário e resultado            | Adversário e resultado     | Pos.             |
| ----------------- | -------------------- | ------------- | ------------- | -------------------------- | ------------------------------ | -------------------------- | ---------------------- | --------------------------------- | -------------------------- | ---------------- |
| Hiroshi Yamamoto  | Individual masculino | 664           | 9             | FRA Fisseux (56) V 155-147 | ITA Frangilli (24) V 162-154   | UKR Serdyuk (25) V 168-160 | KOR Im (43) V 111-110  | AUS Cuddihy (31) V 115-115 (10-9) | ITA Galiazzo (9) D 109-111 | Medalha de prata |
| Yuji Hamano       | Individual masculino | 660           | 17            | IND Prasad (48) D 150-155  | Não avançou                    | Não avançou                | Não avançou            | Não avançou                       | Não avançou                | Não avançou      |
| Takaharu Furukawa | Individual masculino | 646           | 37            | CHN Fujun (28) V 146-143   | KOR Jang Yong-ho (5) D 163-166 | Não avançou                | Não avançou            | Não avançou                       | Não avançou                | Não avançou      |